# Kap Cockburn
Kap Cockburn ist ein Kap im Norden der Brabant-Insel im Palmer-Archipel vor der Westküste der Antarktischen Halbinsel. Es markiert den nordöstlichen Ausläufer der Pasteur-Halbinsel.
Der Name erscheint auf einer Landkarte, die auf den Berichten des britischen Polarreisenden Henry Foster im Zuge dessen von 1827 bis 1831 dauernden Antarktisexpedition beruht. Namensgeber ist vermutlich der britische Admiral George Cockburn (1772–1851). Teilnehmer der Vierten Französischen Antarktisexpedition (1903–1905) unter der Leitung des Polarforschers Jean-Baptiste Charcot nahmen eine Kartierung vor.